# Thompsoniana nieuwenhuisii
Thompsoniana nieuwenhuisii là một loài bọ cánh cứng trong họ Cerambycidae.